# Filodamo el Escarfeo
Filodamo el Escarfeo (en griego Φιλοδᾶμος ὁ Σκαρφεύς) fue un poeta helenístico menor natural de Escarfia o de Augías (Lócride, Grecia) que vivió del 370 a después del 330 a. C. Su única obra conocida y conservada es un peán, que fue grabado en piedra en el santuario de Delfos el año 325 o 324 a. C.
El Peán está dedicado al dios Dioniso, y narra su nacimiento en Tebas, su epifanía en el monte Parnaso y su viaje a Eleusis, Tesalia y Pieria. En el final el poeta recomienda su veneración en toda Grecia. Consta de doce estrofas y se conservan cien líneas de las aproximadamente 160 de la inscripción original. 

## Primera edición
- Collitz, H.; Bechtel, F. (1884-1915). Sammlung der griechischen Dialekt- Inschriften II (2742). Gotinga.